# Joseph D. Sneed
Joseph D. Sneed (* 23. September 1938 in Durant, Oklahoma; † 7. Februar 2020 in Bedminster, Pennsylvania) war ein US-amerikanischer Physiker und Philosoph. Er war Professor an der Colorado School of Mines und leistete bedeutende Beiträge zum wissenschaftstheoretischen Strukturalismus, den er 1971 mit seinem Buch The Logical Structure of Mathematical Physics begründete.